# Olintepec
Olintepec är en ort i Mexiko.   Den ligger i kommunen Ayala och delstaten Morelos, i den sydöstra delen av landet, 80 km söder om huvudstaden Mexico City. Olintepec ligger 1 176 meter över havet och antalet invånare är 1 827.
Terrängen runt Olintepec är varierad. Runt Olintepec är det ganska tätbefolkat, med 239 invånare per kvadratkilometer. Närmaste större samhälle är Cuautla Morelos, 9,5 km nordost om Olintepec. Omgivningarna runt Olintepec är en mosaik av jordbruksmark och naturlig växtlighet.